# 超高能宇宙射線
在粒子天文物理中，超高能宇宙射線（英語：Ultra-high-energy cosmic ray，UHECR）是指能量高於1 EeV（1018電子伏特，相當約0.16焦耳）的宇宙射線，其能量遠高於其他典型宇宙射線的靜質量與能量。 
極高能宇宙射線（英語：Extreme-energy cosmic ray，EECR）是能量超過5×1019 eV（相當約8焦耳）的UHECR。5×1019 eV這個值即所謂GZK極限，指的是長距離行進（約1.6億光年）的宇宙射線質子會因為宇宙微波背景（CMB）中光子的散射，導致能量有上限。因此，EECR不可能自早期宇宙就存在至今，而是宇宙學上較「年輕」的宇宙射線，而且因某種未知的物理過程而從本超星系團的某個位置發射出來。如果EECR不是質子，而是核子數為 {\displaystyle A} 的原子核，那麼GZK極限也適用該核子數，只是原子核的總能量限制前帶有 {\displaystyle 1/A} 的分數。對於鐵原子核，相應的極限會是2.8×1021 eV 。但是，核物理過程導致鐵原子核的極限與質子相近。其他高豐度的原子核其極限甚至更低。 
這些粒子非常稀有；在2004年至2007年之間， 皮埃爾・奧格天文台 （PAO）初始運行時檢測到27起事件，估計它們抵達天文台時能量超過 5.7×1019 eV ，也就是說，該天文台所調查的 3000 km2 面積之中大約每四週就發生一次這樣的事件。 
有證據顯示，這些最高能量的宇宙射線可能是鐵原子核 ，而不是構成大多數宇宙射線的質子。 
人們推定EECR的（假說性的）發射源稱為捷伐加速器（Zevatron），其命名就如同勞倫斯・柏克萊國家實驗室的貝伐加速器（Bevatron），以及費米實驗室的兆電子伏特加速器（Tevatron）一樣，所以能夠將粒子加速到1 ZeV（1021 eV，皆電子伏特）。基於星系噴流内部的衝擊波可引起粒子的擴散加速，星系噴流在2004年一度被考慮可能就是Zevatron。特别是，模型表明，附近M87星系噴流衝擊波可能將鐵原子核加速到ZeV範圍。  2007年，皮埃爾・奧格天文台觀測到EECR與附近星系中心的河外超大質量黑洞（叫做活躍星系核）具有關聯性。 然而，隨著持續的觀察，兩者關聯性的強度變得越來越弱。雖然最新的結果顯示這些EECR中似乎只有不到40％来自AGN，其相关性比以前报道的要弱得多，但活躍星系核磁層中加速度的離心機制也可以解釋極高的能量 。 格里布（Grib）和帕夫洛夫（Pavlov）（2007，2008）的提出一個更具推測性的建議，是設想超重暗物質通過潘羅斯過程的衰變 。

## 觀測史
1962年，約翰・D・林斯利（John D Linsley）博士和利維奥・斯卡西（Livio Scarsi）博士在新墨西哥州的火山牧場實驗中首次觀察到能量超過1.0×1020 eV（16 J）的宇宙射线粒子。 
從那之後，人們就觀測到具有更高能量的宇宙射線粒子。 其中包括1991年10月15日晚上，在猶他州Dugway試驗場上 ，由猶他大學的「蒼蠅眼」（Fly's eye）實驗觀察到的Oh-My-God粒子 。該次觀測結果震驚了天文物理學家 ，他們估算其能量約为3.2×1020 eV（50 J） ——換句話說， 原子核的動能相當於以時速100公里（時速60英里）飛行的棒球（142克或5盎司）。

## 可能的解釋

### 活躍星系核
UHECR與藍移的宇宙微波背景辐射會發生相互作用，這限制了UHECR在失去能量之前可以行進的距離；這就是Greisen–Zatsepin–Kuzmin極限（GZK極限）。 

### 其他可能來源
UHECR的其他可能來源是： 
- 強大的電波星系的無線電波瓣（radio lobes）
- 在星系形成時期產生的星系間衝擊波
- 超新星 [9]
- 相對論超新星 [10]
- 伽馬射線暴 [11] [12]
- 拓撲缺陷產生的超大規模粒子的衰變產物，是早期宇宙相變留下的產物
- 經歷潘羅斯效應的粒子
- 先子星 [13]

### 與暗物質的關係
根據推測，活躍星系核能將暗物質轉化為高能質子。 聖彼得堡亞歷山大・弗里德曼理論物理實驗室的尤里・帕夫洛夫（Yuri Pavlov）和安德烈・格里布（Andrey Grib）推測，暗物質粒子的質量約為質子＝的15倍，而且它們可以分解為成對、與普通物質相互作用的較重虛粒子。  如潘羅斯過程所描述的，這些粒子之一可能靠近活躍星系核，而另一个則逃逸。 那些粒子當中有會與入射的粒子碰撞；根據帕夫洛夫的說法，這是能量非常高的碰撞，可以形成具有高能量的一般可見的質子。 帕夫洛夫又宣稱，這種過程的證據就是超高能宇宙射線粒子。  超高能宇宙射線粒子也可能是由超重暗物質「X粒子」（例如黑洞子）的衰變而產生的。   這種能量甚高的衰變產物攜帶著X粒子質量的一部分，被認為合理解釋了我們觀察到的超高能宇宙射線。 

## 延伸閱讀
- Elbert, J. W.; Sommers, P. . The Astrophysical Journal. 1995, 441 (1): 151–161. Bibcode:1995ApJ...441..151E. arXiv:astro-ph/9410069 . doi:10.1086/175345.
- Clay, R.; Dawson, B. . Perseus Books. 1997. ISBN 978-0-7382-0139-9.
- Seife, C. . Science. 2000, 288 (5469): 1147–1149. PMID 10841723. doi:10.1126/science.288.5469.1147a.
- The Pierre Auger Collaboration; Abreu; Aglietta; Aguirre; Allard; Allekotte; Allen; Allison; Alvarez. . Science. 2007, 318 (5852): 938–943. Bibcode:2007Sci...318..938P. PMID 17991855. arXiv:0711.2256 . doi:10.1126/science.1151124.

## 外部連結
- The Highest Energy Particle Ever Recorded（页面存档备份，存于） The details of the event from the official site of the Fly's Eye detector.
- John Walker's lively analysis of the 1991 event（页面存档备份，存于）, published in 1994
- Origin of energetic space particles pinpointed（页面存档备份，存于）, by Mark Peplow for news@nature.com, published January 13, 2005.